# هيئة الإغاثة الإسلامية العالمية
الهيئة العالمية للإغاثة والرعاية والتنمية هيئة الإغاثة الإسلامية العالمية سابقاً، هيئة خيرية في المملكة العربية السعودية تابعة لرابطة العالم الإسلامي بدأت نشاطها بتاريخ 30 من صفر 1399هـ الموافق 29 يناير 1979 تقدم خدماتها المتنوعة من إغاثية إلى تعليمية، واجتماعية، وصحية، وتنموية في معظم دول العالم عبر مكاتبها وممثليها في 95 دولة.

## التأسيس
تأسست الهيئة بقرار من المجلس التأسيسي لرابطة العالم الإسلامي في دورته العشرين المنعقدة في مكة المكرمة في الفترة من 15 - 27 ذي القعدة 1398هـ وصدرت الموافقة الملكية بإنشاء الهيئة في 30 صفر 1399هـ.
تعتبر الهيئة منظمة خيرية إسلامية منبثقة عن رابطة العالم الإسلامي، عالمية الأداء تتعاون مع المحسنين لتقديم تبرعاتهم للمحتاجين والمنكوبين في العالم.
وإلى جانب عملها الإغاثي تعنى الهيئة بكفالة الأيتام ونشر الدعوة وبناء المساجد والمدارس ومراكز التعليم والتدريب المهني وحفر الآبار.
وتعد الهيئة عضواً فعالاً في منظومة الإغاثة الدولية مما أكسبها ثقة منظمات الأمم المتحدة العاملة في مجال الإغاثة لتخصها بالإشراف على تنفيذ برامجها في كثير من دول العالم ومناطق الكوارث.

## أهدافها
تسعى الهيئة لتحقيق الأهداف التالية:
- العمل على مساعدة اللاجئين والمكلومين الذين تصيبهم الكوارث والمجاعات في مختلف أنحاء العالم وتقديم الإغاثة للمتضررين منهم.
- الإسهام في تنمية المجتمعات الإسلامية في الجوانب الحضارية (دعوية، تعليمية، صحية، اجتماعية) وغيرها من الجوانب.
- كسب ثقة المتبرعين والجهات الداعمة.
- العناية بالنخبة المؤثرة في المجتمعات المسلمة.
- العناية بذوي الاحتياجات الخاصة من تعليم وتأهيل.
- تأصيل روح التطوع والاعتماد على الذات في المجتمعات الإسلامية.
- التعاون والتنسيق مع الجمعيات والمؤسسات والهيئات ذات الأهداف المشابهة داخل دول المقر وخارجها.

## وسائلها
تتخذ الهيئة في سبيل تحقيق أهدافها أية وسيلة لا تتنافى مع الشريعة الإسلامية، وعلى الأخص تلقي ما يبذله أهل الخير من ولاة الأمر ورجال الأعمال والمواطنين من ذوي الهمم العالية من التبرعات بجانب حث المسلمين على التطوع بالجهد والتبرع بالمال، تقديم الغوث والمساعدة للمحتاجين والمصابين من الكوارث والنكبات على مختلف الأصعدة الدعوية والإغاثية والاجتماعية والصحية والتنموية، بما في ذلك إنشاء المساجد والمدارس، إنشاء المستشفيات والمستوصفات في المجتمعات الإسلامية المحتاجة لذلك، والقيام بإدارتها وتطويرها، كفالة أيتام المسلمين، وإنشاء الدور والمراكز الاجتماعية لهم وإدارتها، إنشاء المشاريع والبرامج التي تساعد الهيئة على تنمية مواردها وتحقيق أهدافها.

## الهيئة والقرآن الكريم
اهتمت الهيئة منذ تأسيسها بخدمة القرآن الكريم والعناية به، وتفرع عنها برنامج تحفيظ القرآن الكريم الذي يعتبر ثمرة من ثمرات عطاء المملكة الخيري.

## الدول التي شملتها جهود هيئة الإغاثة
الإغاثة في قارة آسيا
- أذربيجان
- الأردن
- أفغانستان
- أندونيسيا
- باكستان
- بنجلاديش
- اللاجئون البورماويون في تايلندا
- تركيا
- داغستان
- الفلبين
- كشمير
- الهند

الإغاثة في قارة أفريقيا
- أوغندا
- بنينوتوجو
- بوركينافاسو
- بورندي
- تشاد
- تنزانيا
- جامبيا
- جزر القمر
- جيبوتي
- السنغال
- السودان
- سيراليون
- الصومال
- غانا
- اللاجئون السيراليونيون في غينيا كوناكري
- الكاميرون
- مالي
- موريتانيا
- النيجر
- نيجيريا
- كينيا

الإغاثة في قارة أوروبا
- البوسنة والهرسك
- كوسوفا.[5]